# شاهدخت جونگ‌میونگ
شاهدخت جونگ‌میونگ (کره‌ای: 정명공주؛ ۲۷ ژوئن ۱۶۰۳–۸ سپتامبر ۱۶۸۵) شاهزاده خانم چوسان و اولین دختر پادشاه سئونجو از ملکه اینموک بود. در دوران سلطنت گوانگ‌هیگون، برادر ناتنی بزرگترش، سختی‌های زیادی کشید و عنوانش لغو شد، اما پس از به تخت نشستن برادرزاده ناتنی‌اش اینجو، مجدداً عنوانش را به او پس دادند. به همین دلیل، اعتقاد بر این بود که زندگی او مانند اجدادش و نوادگانش که به خاطر سرنوشت ناگوار خود به عنوان شاهزاده خانم چوسان و امپراتوری کره معروف بودند، شکننده و ناگوار بوده است.

## زندگی‌نامه

### اوایل زندگی
پرنسس جونگ میونگ در ۲۷ ژوئن ۱۶۰۳ متولد شد. در این زمان، پدرش ۵۲ ساله و مادرش ۱۹ ساله بود. او یک خواهر کوچکتر داشت که به‌طور نارس زاده شد و درگذشت و یک برادر کوچکتر نیز به نام یی یوی داشت.
فاصله سنی زیاد با پدرش باعث شده بود که به نظر برسد شاهدخت جونگ‌میونگ نوه سئونجو است، اما با این وجود، سئونجو به جونگ میونگ علاقه داشت و به او محبت می‌کرد و جونگ‌میونگ دختر مورد علاقه او شد. با این حال، پدرش در ۱۶ مارس ۱۶۰۸ در ۵۵ سالگی در حالی که او ۶ ساله بود و برادر کوچکترش تنها ۳ سال داشت، درگذشت.

### رسیدن گوانگ‌هیگون به تاج و تخت و حبس جونگ‌میونگ
پدربزرگ جونگ‌میونگ در سال ۱۶۱۳ اعدام شد. به دنبال آن برادر کوچکترش، شاهزاده بزرگ یونگ چانگ، در سال ۱۶۱۴ در ۹ سالگی بر اثر مسمومیت درگذشت. این به این دلیل بود که گوانگ‌هیگون شاهزاده جوان را تهدیدی برای موقعیتش می‌دانست. جونگ‌میونگ و مادرش دستگیر و در کاخ غربی (کره‌ای: 서궁) زندانی شدند.
در کودکی بسیار دوست داشت بنویسد و زمانی هم که در کاخ غربی محبوس شد، برای دلداری مادرش، نامه‌هایی با دستخطی شبیه به والدینش، خصوصاً پدرش، می‌نوشت، این نوشته در آن زمان با نام هواجونگ (کره‌ای: 화정; هانجا: 華政) شناخته می‌شد. اما زمانی که حدود ۳۰ تا ۴۰ سال داشت، دیگر خط و حروف چینی ننوشت.
گفته می‌شود که در ۱۱ سالگی به آبله مبتلا شد. بر اساس خاطرات گیچوک (کره‌ای: 계축일기)، هواداران گوانگ‌هیگون از این خبر بسیار خوشحال به نظر می‌رسیدند. چراکه آن هنگام فکر می‌کردند آبله قابل درمان نیست.
وقتی جناح سئو-این (کره‌ای: 서인; هانجا: 西人) مطمئن شده بود که جونگ‌میونگ و مادرش نمی‌توانند قصر را ترک کنند، مادر شاهزاده خانم، ملکه اینموک که می‌ترسید دخترش را ببرند، به دروغ گفت که شاهزاده خانم مرده است. در این زمان، یعنی در سال ۱۶۱۸، جونگ‌میونگ ۱۶ ساله بود. ۵ سال بعد، گوانگ‌هیگون از سمت خود برکنار شد و شاهزاده نئونگ یانگ جانشین او شد (کره‌ای: 능양군).

## در فرهنگ عامه

### مجموعه‌های تلویزیونی
- در سال ۱۹۹۵توسط پارک روسیه در مجموعه تلویزیونی قصر غربی شبکه کی‌بی‌اس۲ به تصویر کشیده شد.
- در سال ۲۰۱۴ توسط هان مین در سریال تلویزیونی سه تفنگدار شبکه تی‌وی‌ان به تصویر کشیده شد.
- در سال ۲۰۱۵ توسط هو جونگ اون، جونگ چان بی و لی یون هی در سریال تلویزیونی جونگ میونگ شبکه ام‌بی‌سی به تصویر کشیده شده است.

### رمان
- رمان شاهدخت جونگ‌میونگ از شرکت ناور (کره‌ای: 소설 정명공주) به زندگی او می‌پردازد.

### وبتون
- وبتون در نهایت، شعله آبی (کره‌ای: 마침내 푸른 불꽃이) از شرکت کاکائو پیج، دربارهٔ شاهدخت جونگ‌میونگ است.